# Volvo S80
Volvo S80 — це комфортабельні седани бізнес-класу, що виробляються шведською компанією Volvo. Вони прийшли на зміну Volvo S90 у 1998 році.

## Volvo S80 TS (1998-2006)

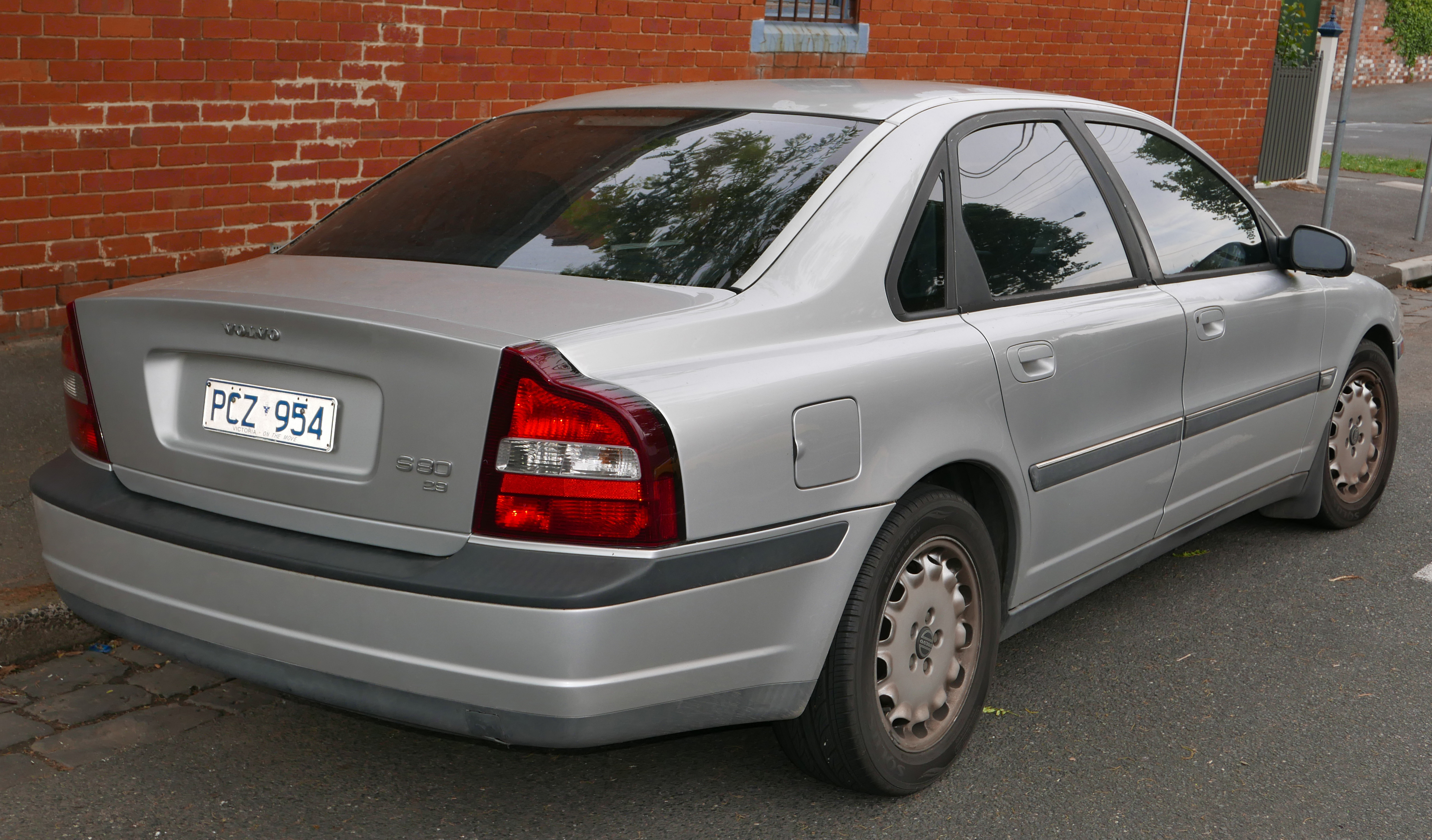
Volvo S80 I (1998-2003)

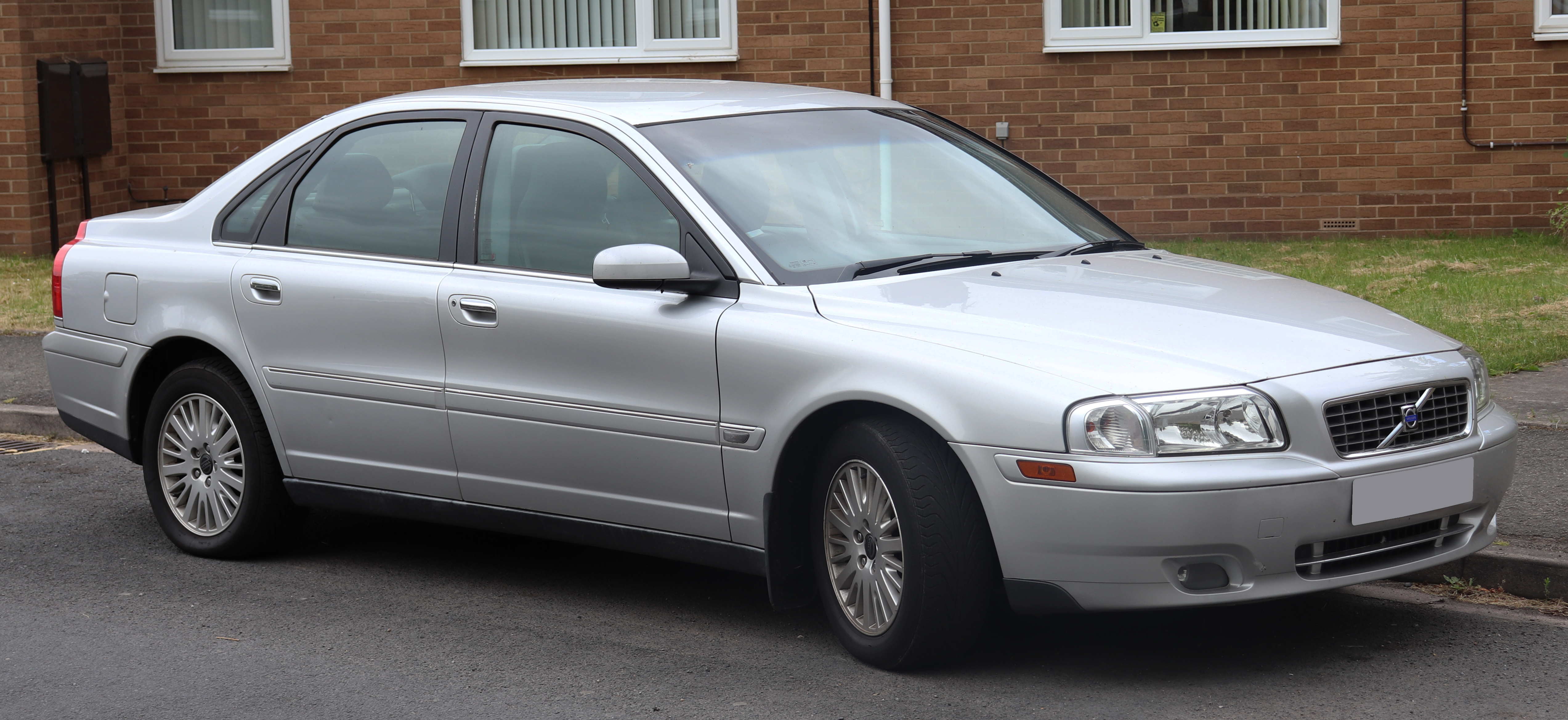
Volvo S80 I (2003-2006)

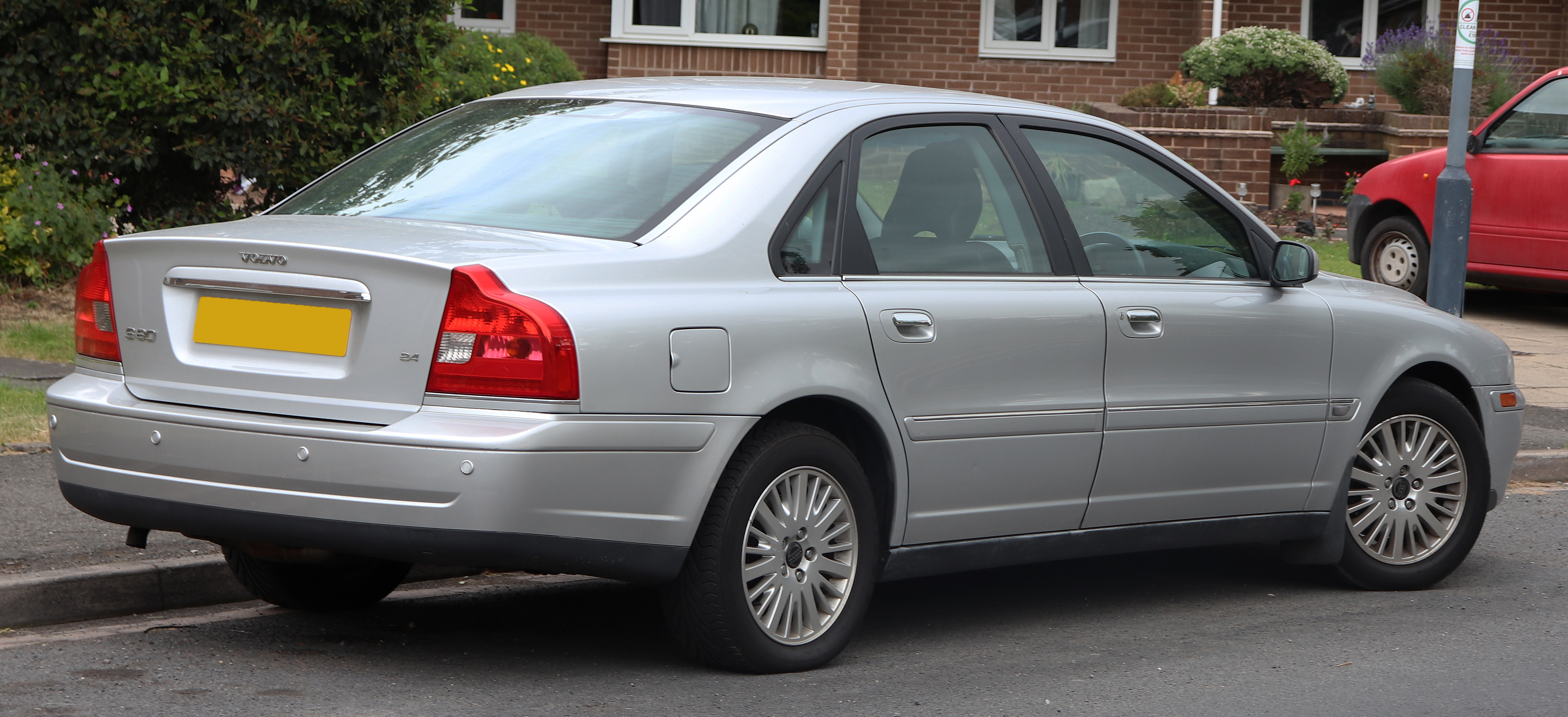
Volvo S80 I (2003-2006)

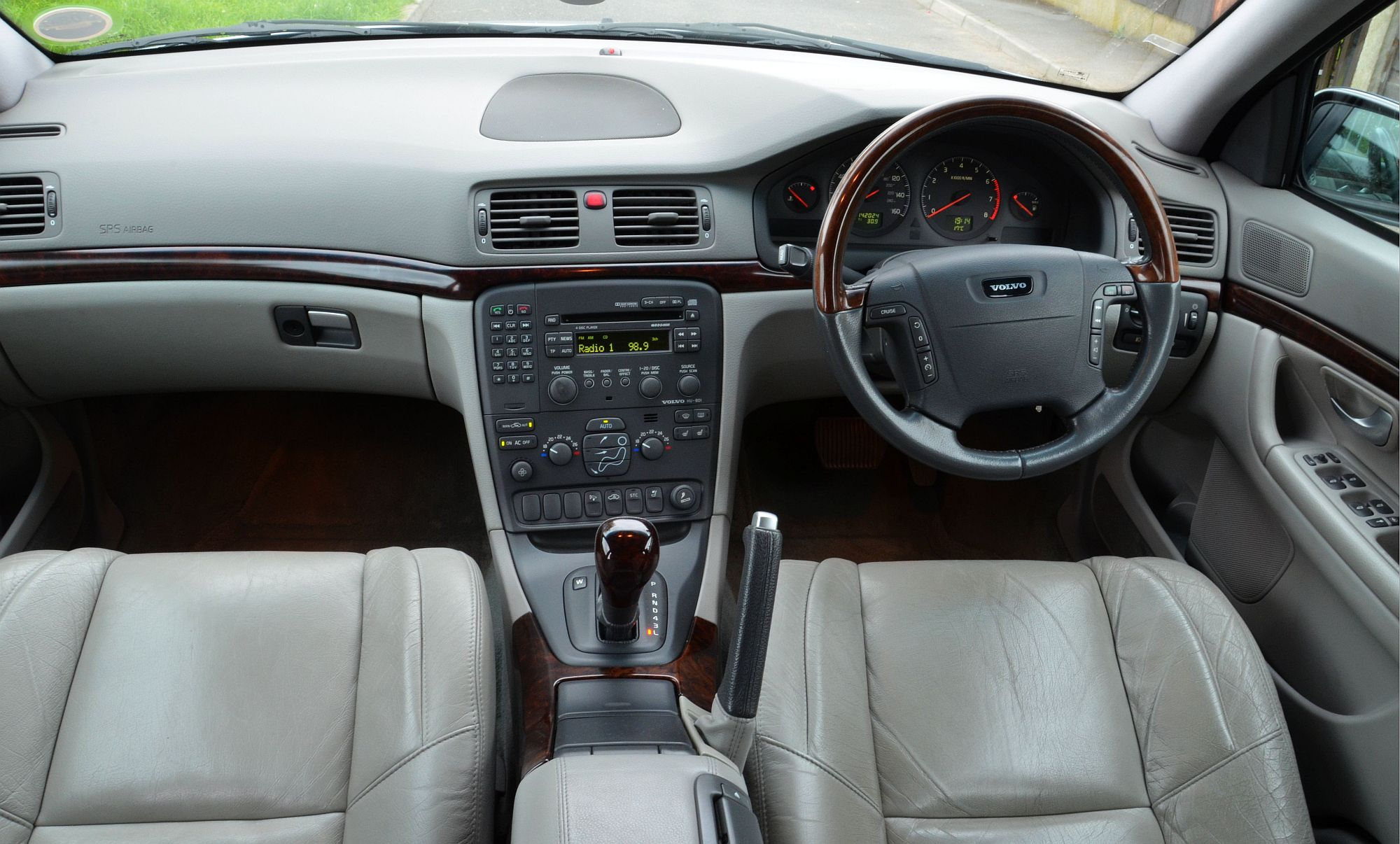

Перше (після-Volvo PV 4, Volvo TR670-674, Volvo TR676-679, Volvo TR701-704, Volvo PV800-810, Volvo PV821-824, Volvo PV831-834, Volvo 164 4-door sedan, Volvo 244 4-door sedan, Volvo 760 4-door sedan, Volvo 740 4-door sedan, Volvo 940 4-door sedan, і 1994–1998 Volvo 940 4-door sedan) покоління S80 представлене в серпні 1998 року. Основними рисами дизайну, який розробляв Пітер Хорбері, є V-подібна форма капота з виступаючим носом, а також великі округлі задні ліхтарі. S80 є першим автомобілем, збудованим на власній великій платформі P2, на якій також збудовані S60, V70 (з 2000), XC70 і XC90.
S80 першого покоління є передньопривідним автомобілем, хоча наявна також модифікація з двигуном 2.5T потужністю 210 к.с. (154 кВт) з повним приводом, що автоматично підключається.
У різний час автомобіль оснащувався п'яти- і шестиступінчастою МКПП або АКПП з чотирма або п'ятьма діапазонами.
Особливо варто відзначити орієнтованість творців моделі на пасивну безпеку. Автомобіль отримав шість подушок безпеки (включаючи надувні «шторки»), а передні сидіння були сконструйовані таким чином, щоб зменшити наслідки від травм. Також в оснащення входили обов'язкові для цього класу речі: шкіряна обробка інтер'єру, клімат-контроль, круїз-контроль, аудіосистема з CD-чейнджером, електропривод і підігрів передніх крісел.

### Фейсліфтинг 2003
Після фейсліфтингу навесні 2003 року, модель модернізували, змінивши зовнішній вигляд (в тому числі фари з прозорого скла і пофарбовані в колір кузова бампери) і оснащення.

### Технічні характеристики
| Модель      | Об'єм    | Циліндри | Потужність         | КПП                     | Роки виробництва             |
| ----------- | -------- | -------- | ------------------ | ----------------------- | ---------------------------- |
| Бензинові   |          |          |                    |                         |                              |
| 2.0 T       | 1984 см³ | 5        | 120 кВт (163 к.с.) | Механічна               | 1999                         |
| 2.0 T       | 1984 см³ | 5        | 132 кВт (180 к.с.) | Механічна / Автоматична | 1999–2004                    |
| 2.4         | 2435 см³ | 5        | 103 кВт (140 к.с.) | Механічна               | 1999–2006                    |
| 2.4 Bi-Fuel | 2435 см³ | 5        | 103 кВт (140 к.с.) | Механічна               | 2001–2006                    |
| 2.4         | 2435 см³ | 5        | 125 кВт (170 к.с.) | Механічна / Автоматична | 1999–2006                    |
| 2.4 T       | 2435 см³ | 5        | 147 кВт (200 к.с.) | Механічна / Автоматична | 2000–2003                    |
| 2.5 T (AWD) | 2521 см³ | 5        | 154 кВт (210 к.с.) | Механічна / Автоматична | 2003–2006                    |
| 2.9         | 2922 см³ | 6        | 144 кВт (196 к.с.) | Механічна / Автоматична | 2001–2005                    |
| 2.9         | 2922 см³ | 6        | 150 кВт (204 к.с.) | Механічна / Автоматична | 1998–2001                    |
| T6          | 2783 см³ | 6        | 200 кВт (272 к.с.) | Автоматична             | 1998–2001                    |
| T6          | 2922 см³ | 6        | 200 кВт (272 к.с.) | Автоматична             | 2001–2006                    |
| Дизельні    |          |          |                    |                         |                              |
| 2.4 D       | 2401 см³ | 5        | 96 кВт (130 к.с.)  | Механічна               | 2001–2006                    |
| D5          | 2401 см³ | 5        | 120 кВт (163 к.с.) | Механічна / Автоматична | 2001–2006                    |
| 2.5 TDI     | 2461 см³ | 5        | 103 кВт (140 к.с.) | Механічна / Автоматична | 1999–2001 Двигун від Audi A6 |

## Volvo S80 AS (2006-2016)

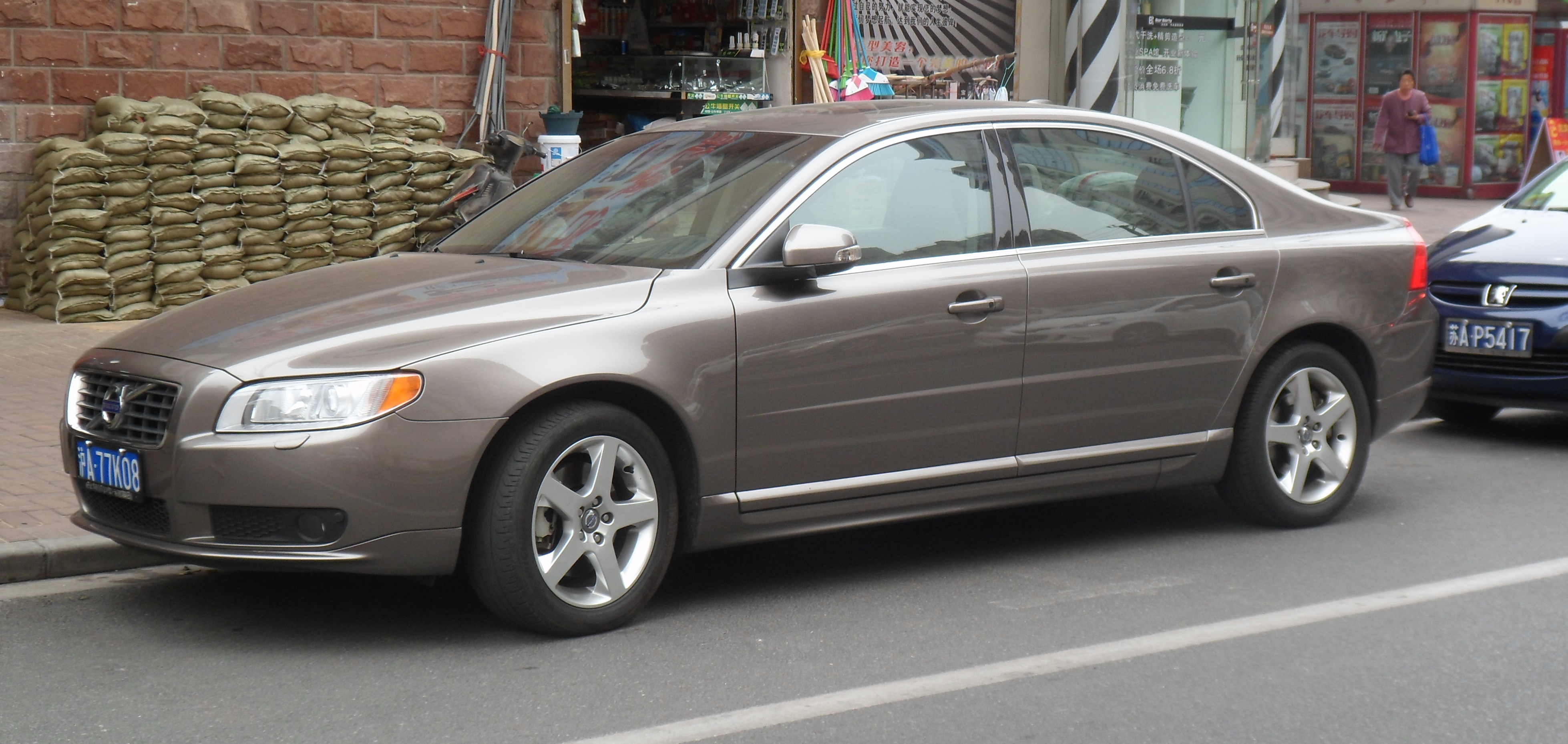
Volvo S80 L подовжена модель для ринку КНР

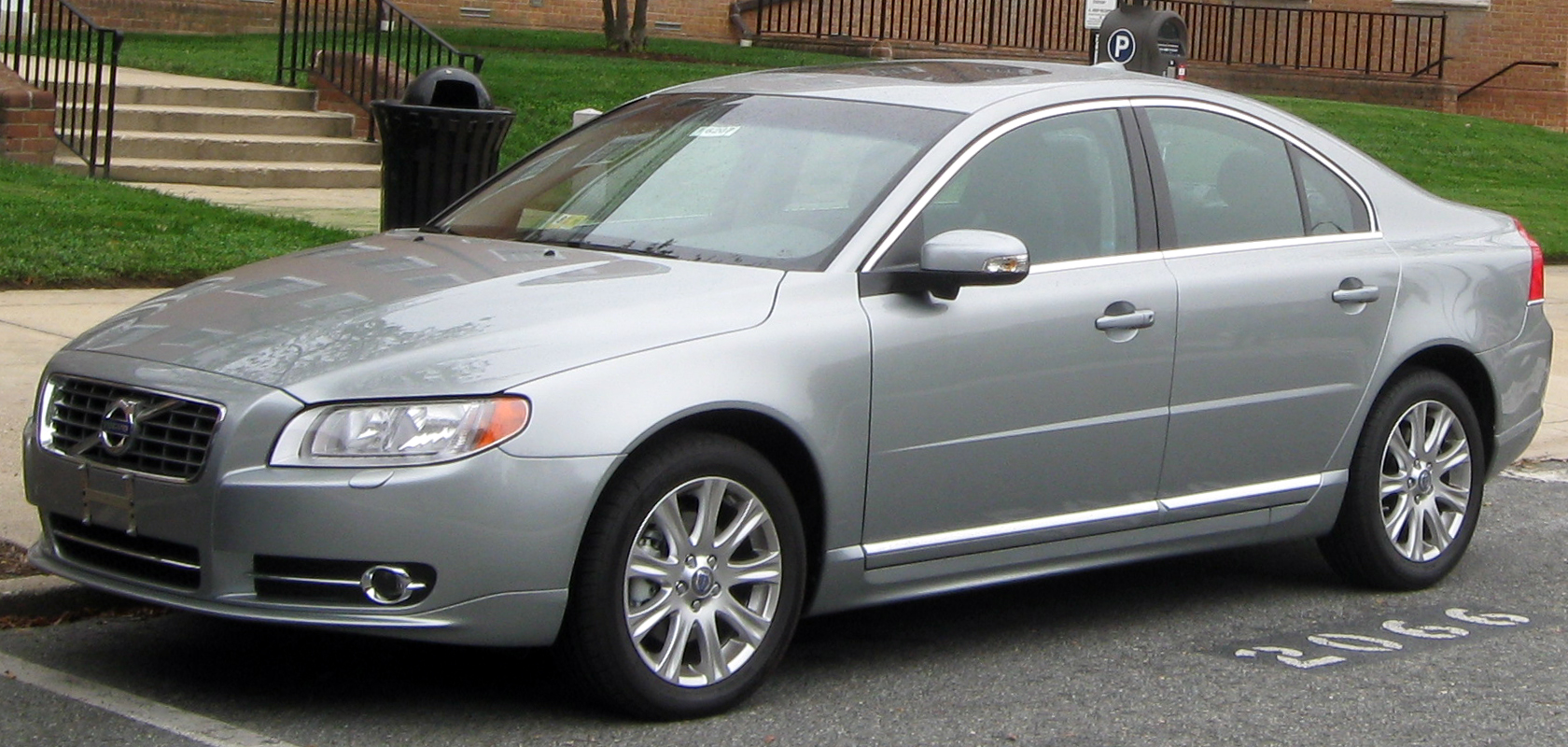
Volvo S80 II (2009-2011)

У березні 2006 року представлено друге (після-Volvo PV 4, Volvo TR670-674, Volvo TR676-679, Volvo TR701-704, Volvo PV800-810, Volvo PV821-824, Volvo PV831-834, Volvo 164 4-door sedan, Volvo 244 4-door sedan, Volvo 760 4-door sedan, Volvo 740 4-door sedan, Volvo 940 4-door sedan, 1994–1998 Volvo 940 4-door sedan, Volvo S80 (1998-2002), і Volvo S80 (2003-2006)) покоління S80. На додаток до модернізованих шестициліндрових рядних двигунів пропонувався 4,4-літровий двигун V8 з повним приводом (A ll W heel D rive, скарочено AWD) знайомий по моделі XC90. 3,2-літрова Р6 і 4,4-літровий V8 бензинові версії доступні тільки з автоматичною коробкою передач.
З технічної точки зору, друге покоління Volvo S80 збудовано на платформі P24. Яка також є основою для декількох інших моделей концерну Форд (Ford Galaxy / S-Max, Ford Mondeo і Mazda 6), в який з 1999 по 2010 рік входила компанія Volvo. Передня підвіска McPherson, задня - багатоважільна. Підвіска, названа Volvo Four-C, має керовані за допомогою електроніки амортизатори з трьома режимами жорсткості. Подібна система практично повністю позбавляє автомобіль від крену і не дають йому клювати під час розгону або гальмування. У повнопривідних модифікацій в приводі задньої осі використовується муфта Haldex.

### Фейсліфтинг 2009

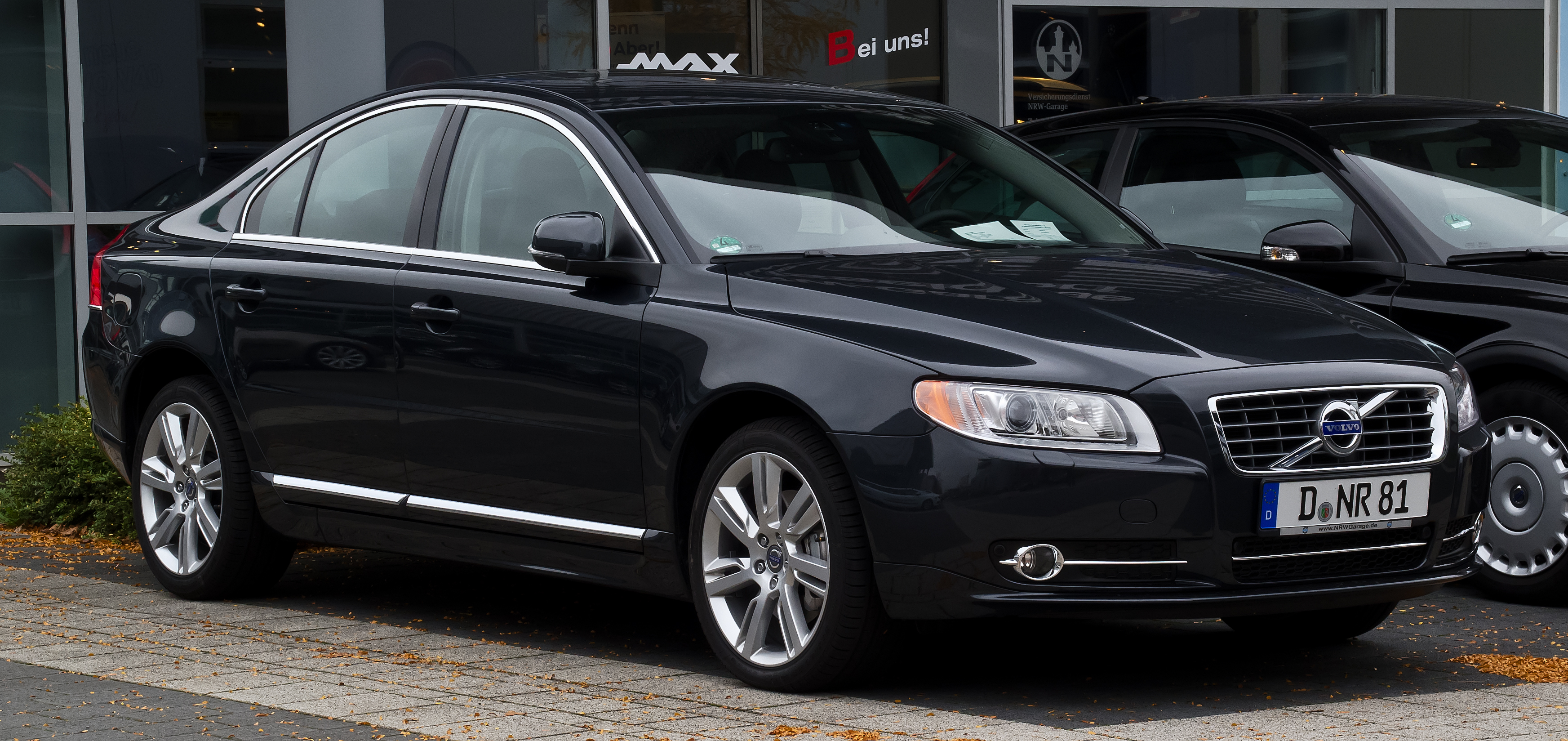
Volvo S80 II (2011-2013)

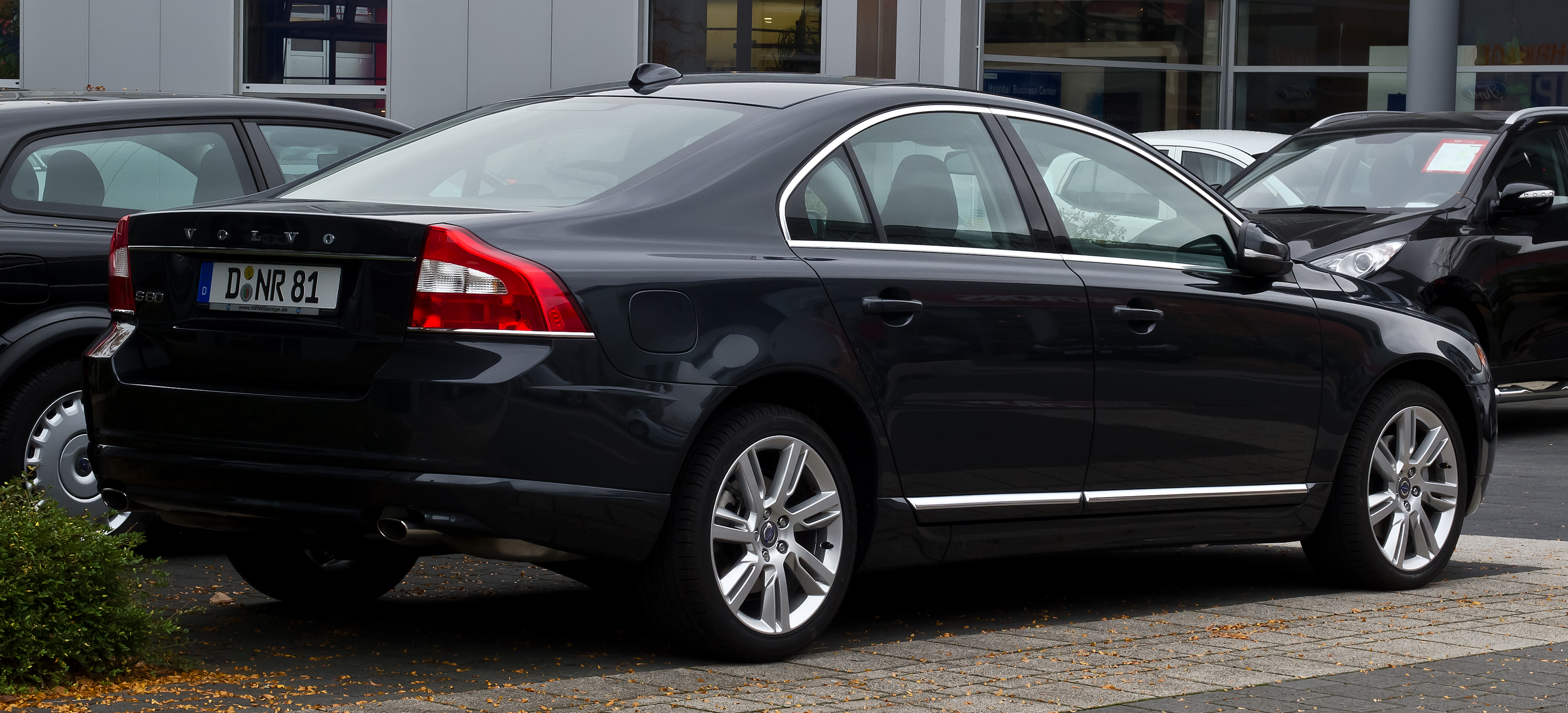
Volvo S80 II (2011-2013)

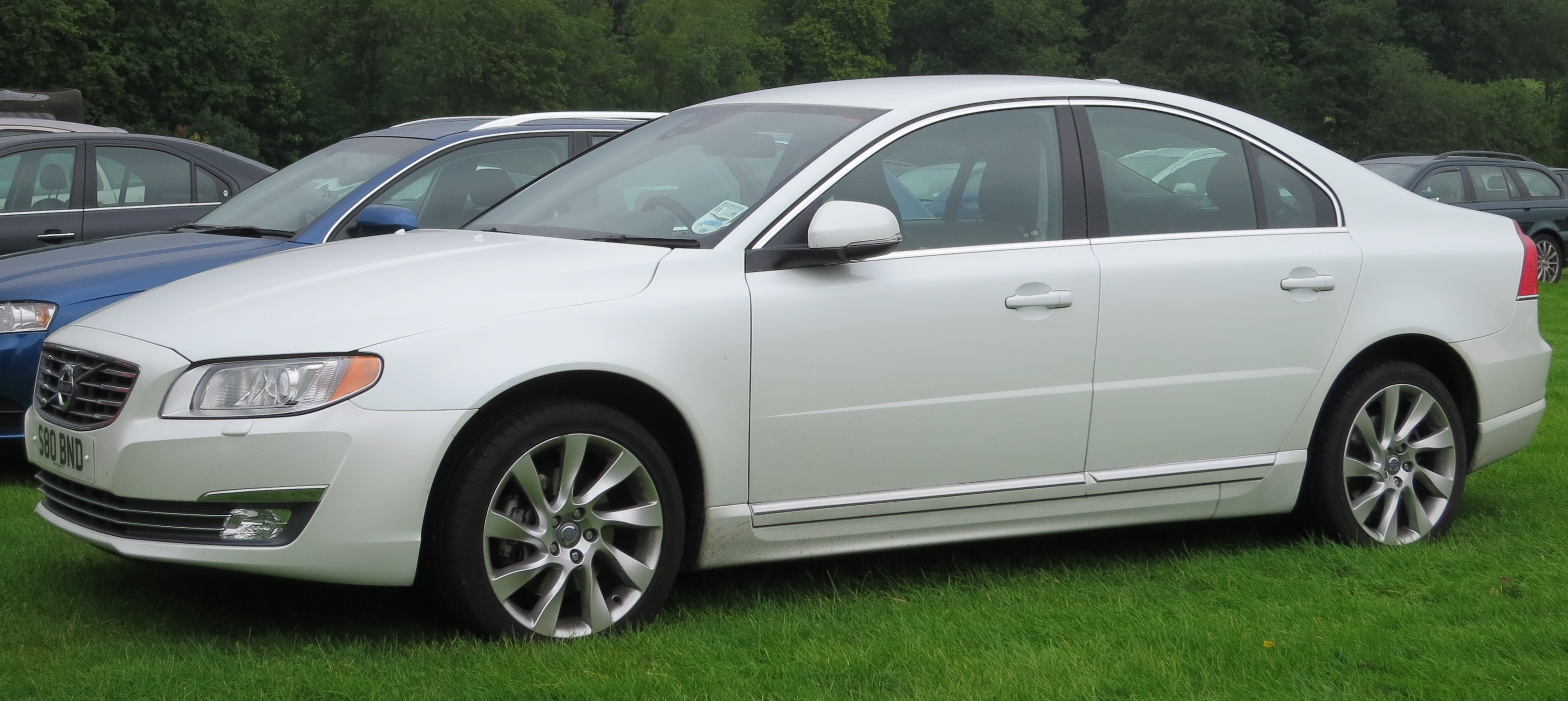
Volvo S80 II (2013-2016)

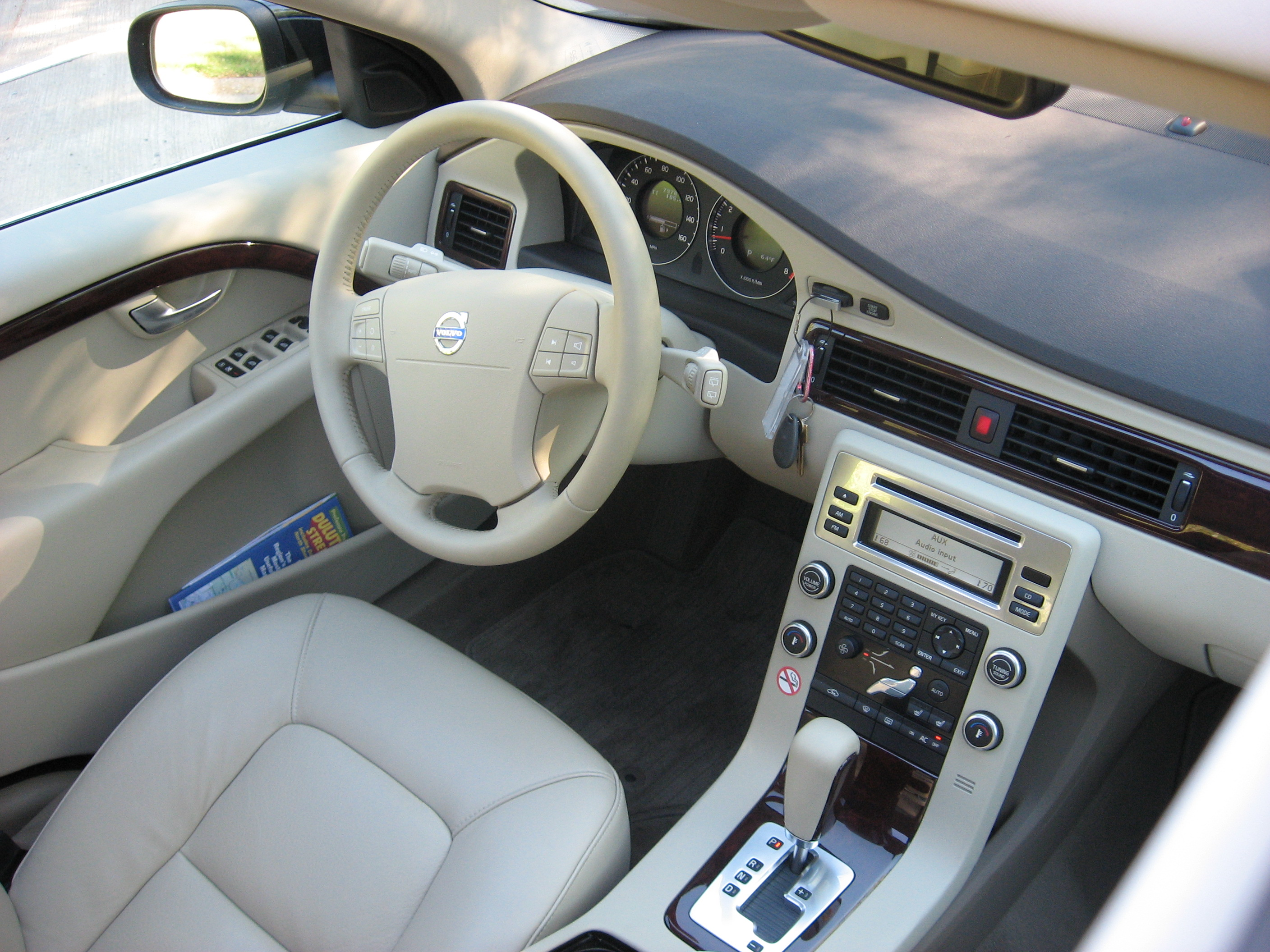

На Франкфуртському у вересні 2009 року представлений переглянутий варіант S80, який можна розпізнати по великому логотипі Volvo. Під капотом з'явилися нові двигуни.
Виробництво двигуна V8 було припинене в кінці 2010 року, тому що він не відповідає вимогам Євро-5, які вступили в силу з початку 2011 року.

### Фейсліфтинг 2011
В травні 2011 року Volvo S80 оновили вдруге.

### Фейсліфтинг 2016
У 2016 році повнопривідна модель T6 більше не входить до лінійки S80, натомість увазі водіїв представлена T5. Дана модель отримала: нові 18-дюймові колеса, підігрів передніх сидінь, люк з електроприводом та систему моніторингу якості повітря як стандартне обладнання. Розкішний седан Volvo S80 2016 року оснащений економічним та потужним чотирициліндровим турбованим двигуном, який належить до серії Drive-E від Volvo. Даний 2.0-літровий двигун не має жодних проблем із забезпеченням потужності, демонструючи приблизно 7 секунд при розгоні від 0 до 96.5 км/год. Прискорення при восьмиступінчастій автоматичній коробці передач Geartronic відбувається плавно та лінійно. Водій може самостійно перемикати передачі, якщо перейде у ручний режим. Автомобіль S80 поводить себе врівноважено, хоча рульове управління може бути трохи млявим. Підвіска гарантує баланс між комфортом їзди та хорошим входженням в повороти. Салон добре ізольований від шуму дороги, вітру та двигуна. 

### Технічні характеристики
| Модель       | Тип двигуна     | Об'єм    | Потужність      | Крутний момент                               | Розгін 0–100 км/год | V-макс.                 | Витрати пального (л/100 км) | Маса (кг)   | Роки виробництва |
| ------------ | --------------- | -------- | --------------- | -------------------------------------------- | ------------------- | ----------------------- | --------------------------- | ----------- | ---------------- |
| Бензинові    |                 |          |                 |                                              |                     |                         |                             |             |                  |
| T4           | Р4              | 1595 cm³ | 132 kW (180 PS) | 240 Nm bei 1600–5000/min                     | 8,5 [9,2] s         | 220 km/h                | 6,9 [7,5]                   | 1647        | з 01/2011        |
| 2.0          | Р4              | 1999 cm³ | 107 kW (145 PS) | 190 Nm bei 4500/min                          | 10,9–11,6 s         | 205 km/h                | 8,3                         | 1618–1624   | 09/2007–10/2010  |
| 2.0 T        | Р4-турбо        | 1999 cm³ | 149 kW (203 PS) | 300 Nm bei 1750–4000/min                     | 7,9 [8,5] s         | 235 [230] km/h          | 7,9 [8,3]                   | 1679        | 05/2010–05/2011  |
| T5           | Р4-турбо        | 1999 cm³ | 177 kW (240 PS) | 320 Nm bei 1800–5000/min                     | 7,5 [7,7] s         | 245 [240] km/h          | 7,9 [8,3]                   | 1684        | з 10/2010        |
| 2.5 T        | Р5-турбо        | 2521 cm³ | 147 kW (200 PS) | 300 Nm bei 1500–4500/min                     | 7,7 [8,0] s         | 235 [230] km/h          | 9,3 [10,2]                  | 1601        | 03/2006–04/2009  |
| 2.5 T        | Р5-турбо        | 2521 cm³ | 170 kW (231 PS) | 340 Nm bei 1700–4800/min                     | 7,3 [7,5] s         | 240 [235] km/h          | 8,6 [9,6]                   | 1701        | 04/2009–10/2010  |
| 3.2          | R6              | 3192 cm³ | 173 kW (238 PS) | 320 Nm bei 3200/min                          | [7,9 s]             | [240 km/h]              | 10,3                        | 1663        | 07/2006–05/2010  |
| 3.2 (AWD)    | Р6              | 3192 cm³ | 179 kW (243 PS) | 320 Nm bei 3200/min                          | [7,9] (8,2) s       | (235) [240 km/h]        | 8,9 (9,4)                   | 1744 (1827) | 05/2010–04/2012  |
| T6 AWD       | Р6-турбо        | 2953 cm³ | 210 kW (285 PS) | 400 Nm bei 1500–4800/min                     | [6,9 s]             | [250 km/h] (abgeregelt) | 11,2                        | 1762        | 04/2007–05/2010  |
| T6 AWD       | Р6-турбо        | 2953 cm³ | 224 kW (304 PS) | 440 Nm bei 2100–4200/min                     | [6,7 s]             | [250 km/h] (abgeregelt) | 9,9                         | 1850        | з 05/2010        |
| V8 AWD       | V8              | 4414 cm³ | 232 kW (315 PS) | 440 Nm bei 3950/min                          | [6,5 s]             | [250 km/h] (abgeregelt) | 11,9                        | 1808–1886   | 03/2006–10/2010  |
| FLEXIFUEL    |                 |          |                 |                                              |                     |                         |                             |             |                  |
| T4F          | Р4              | 1595 cm³ | 132 kW (180 PS) | 240 Nm bei 1600–5000/min                     | 8,5 [9,2] s         | 220 [220] km/h          | 6,9 [7,4]                   | 1608        | з 05/2011        |
| 2.0F         | Р4              | 1999 cm³ | 107 kW (145 PS) | 190 Nm bei 4500/min                          | 11,3 s              | 195 km/h                | 8,3                         | 1619        | 09/2007–10/2010  |
| 2.5TF        | Р5-турбо        | 2521 cm³ | 170 kW (231 PS) | 340 Nm bei 1700–4800/min                     | 8,6 [9,6] s         | 240 [235] km/h          | 8,6 [9,6]                   | 1697        | 04/2009–05/2010  |
| Дизельні     |                 |          |                 |                                              |                     |                         |                             |             |                  |
| 1.6D (DRIVe) | Р4-турбо        | 1560 cm³ | 80 kW (109 PS)  | 240 Nm bei 1750/min                          | 12,4–13,0 s         | 190 km/h                | 4,5                         | 1587–1639   | 04/2009–10/2010  |
| 1.6 DRIVe/D2 | Р4-турбо        | 1560 cm³ | 84 kW (115 PS)  | 270 Nm bei 1750–2500/min                     | 11,5 s              | 190 km/h                | 4,5                         | 1629        | з 05/2011        |
| D3           | Р5-турбо        | 1984 cm³ | 100 kW (136 PS) | 350 Nm bei 1500–2250/min                     | 10,4 s [10,4] s     | 205 [200] km/h          | 4,3 [5,6]                   | —           | з 05/2012        |
| D3/D4        | Р5-турбо        | 1984 cm³ | 120 kW (163 PS) | 400 Nm bei 1500–2750/min (1400–2850/min)     | 9,7 s [9,7] s       | 215 [210] km/h          | 5,3 [5,9]                   | 1723        | з 04/2010        |
| 2.0D         | Р4-турбо        | 1997 cm³ | 100 kW (136 PS) | 320 Nm bei 2000/min                          | 10,7 s              | 200 km/h                | 5,7                         | 1630        | 04/2007–04/2010  |
| 2.4D         | Р5-турбо        | 2400 cm³ | 120 kW (163 PS) | 340 Nm bei 1750–2750/min                     | 9,5 [10,0] s        | 215 [210] km/h          | 6,4 [7,3]                   | 1637        | 03/2006–04/2009  |
| 2.4D         | Р5-турбо        | 2400 cm³ | 129 kW (175 PS) | 420 Nm bei 1500–2750/min                     | 9,5 [10,0] s        | 215 [210] km/h          | 5,9 [6,6]                   | 1611        | 04/2009–05/2010  |
| D5 (AWD)     | Р5-турбо        | 2400 cm³ | 136 kW (185 PS) | 400 Nm bei 2000–2750/min                     | 8,9 [9,5] s         | 220 [215] km/h          | 7,1 [8,0]                   | 1642        | 03/2006–04/2009  |
| D5 (AWD)     | Р5-турбо        | 2400 cm³ | 151 kW (205 PS) | 420 Nm bei 1750–3000/min (1500–3250/min)     | 8,0 [8,5] s         | 230 [225] km/h          | 5,3 [6,3] (7,0)             | 1623 (1828) | 11/2008–04/2011  |
| D5 (AWD)     | подвійний-турбо | 2400 cm³ | 158 kW (215 PS) | 440 bzw. 420 Nm bei 1500–3250 bzw. 3000)/min | 7,6 [7,8] s         | 230 [225] km/h          | 4,9 [6,1] (6,4)             | 1710 (1813) | з 05/2011        |

- Дані зазначені в для АКПП і дані зазначені в ( ) для повноприводних версій.